# Falconer (groupe)
Pour les articles homonymes, voir Falconer.
Falconer est un groupe suédois de power metal originaire de Mjölby actif entre 1999 et 2020, formé par l'ancien guitariste de Mithotyn, Stefan Weinerhall. Dans ses compositions Falconer intègre des mélodies et des riffs folk n'étant pas sans rappeler Jethro Tull.

## Biographie

### Origines
Lors de la dissolution du groupe Mithotyn en 1999, Stefan débute sur un nouveau projet musical, Falconer, qui se focaliserait sur les paroles et mélodies similaires à son ancien groupe. Après l'enregistrement d'une démo, Mathias Blad devient le nouveau chanteur du groupe. La démo est envoyée à de nombreux labels en Europe et quelques labels sont intéressés. Dès lors, la démo est enregistrée avec un morceau de batterie réalisé par Stefan. Karsten Larsson (ancien membre de Mithotyn) n'a pas été difficile à convaincre pour rejoindre Falconer.
Dès novembre 2000, le groupe entre au Los Angered Recording (actuellement Sonic Train Studios) aux côtés d'Andy LaRocque et de Jacob Hansen. Leur premier album éponyme, intitulé Falconer est commercialisé en mars en Europe et en mai aux États-Unis. L'album est mieux accueilli que prévu.

### Changements
Le groupe recrute Anders Johansson du groupe suédois Vrävarna (ne pas confondre avec le batteur de HammerFall) et Peder Johansson à la seconde guitare et à la basse, respectivement, comme membres de session, et jouent aux Wacken Open Air, Rock Machina, et Bang Your Head Festival en été. Après ses apparitions, leurs performances scéniques sont demandées, mais le chanteur Mathias Blad quitte le groupe.
En novembre 2002, Kristoffer Göbel, chanteur pour Destiny, est recruté pour remplacer Blad. En parallèle, les membres de session deviennent membres permanents du groupe. Falconer revient à Los Angered pour enregistrer l'album The Sceptre of Deception, un album-concept qui mêle les deux prédécesseurs selon le groupe. Il fait participer Mathias Blad et Elize Ryd (futur Amaranthe), et est publié le 6 octobre 2003. Après la sortie de l'album, des divergences internes se font sentir et Anders et Peder Johansson seront renvoyés du groupe. Ils sont finalement remplacés par Jimmy Hedlund et Magnus Linhardt, respectivement. Avec cette nouvelle formation, le groupe enregistre l'album Grime vs. Grandeur, un album folk orienté heavy metal.

### Retour aux racines et séparation
En novembre 2005, Kristoffer Göbel annonce sur le forum officiel de Falconer son départ du groupe, et le retour de Mathias Blad pour retrouver leurs racines musicales. Les enregistrements prennent place en 2006, et un nouvel album intitulé Northwind, est publié en septembre la même année,. Le 21 avril 2007, Stefan annonce avoir signé de nouveau chez Metal Blade pour quatre albums. L'album Among Beggars and Thieves est publié en septembre 2008.
Armod est publié le 3 juin 2011. les chansons sont toutes chantées en suédois. Leur nouvel album, Black Moon Rising, est annoncé le 15 décembre 2013. Ils annoncent ensuite sa sortie pour 2014. En fin d'année 2014, ils annoncent leur participation pour le ProgPower 2015. Cette même année le groupe publie Falconer (Ultimate Edition), une version remastérisée de leur premier album comprenant également les versions démos et acoustiques de certains titres.
Le 26 juin 2020 sort le dernier album du groupe, From a Dying Ember, en effet Stefan Weinerhall annonce le 11 juin 2020 sur la page Facebook officielle du groupe la dissolution de Falconer après 20 ans d'existence.

## Membres

### Membres actuels
- Mathias Blad – chant (1999-2002, depuis 2005), clavier (1999-2002)
- Stefan Weinerhall – guitare solo, guitare rythmique, claviers (depuis 2002), basse (1999-2002)
- Jimmy Hedlund – guitare solo, chant secondaire (depuis 2004)
- Magnus Linhardt – basse (depuis 2004)
- Karsten Larsson – batterie (depuis 1999)

### Anciens membres
- Kristoffer Göbel – chant (2002-2005)
- Anders Johansson – guitare (2002-2004)
- Peder Johansson – basse (2002-2003)

## Discographie
- 2001 : Falconer
- 2002 : Chapters from a Vale Forlorn
- 2003 : The Sceptre of Deception
- 2005 : Grime vs. Grandeur
- 2006 : Northwind
- 2008 : Among Beggars and Thieves
- 2011 : Armod
- 2014 : Black Moon Rising
- 2015 : Falconer (Ultimate Edition) (réédition)
- 2020 : From a Dying Ember